# Club Atlético Paraná
El Club Atlético Paraná, conocido simplemente como Atlético Paraná, es un club de fútbol argentino de la ciudad de Paraná, Entre Ríos. Fue fundado el 16 de junio de 1907 y disputa los partidos en el Estadio Pedro Mutio. Actualmente participa en el Torneo Regional Federal Amateur última división del fútbol argentino para los clubes indirectamente afiliados a la AFA.
Su época de dorada fue en la década de 1970, donde disputó partidos importantes a nivel regional y nacional, con futbolistas destacados como Hugo Osoro, Carlos Jatib, Mirón Sánchez, Carlos Del Castillo, entre otros. El buen desempeño mostrado en esta época le permitió disputar las finales de los Torneos Regionales de 1974, 1976 y 1977, pero fue derrotado, por lo que desperdició la oportunidad de jugar en la Primera División.
A partir de 2000, volvió a disputar torneos nacionales, jugando el Argentino B en las temporadas 2000/01, 2001/02, 2003/04, 2005/06, 2010/11, 2011/12, 2012/13, 2013/14 (donde se consagró campeón); Argentino C en las temporadas 2004/05, 2006/07, 2008/09, 2009/10; Copa Argentina, Torneo Federal A 2014 y Primera B Nacional 2015, 2016 y 2016/17. Además, el club disputa partidos en la Primera A de la Liga Paranaense de Fútbol. Este torneo lo ha ganado en 22 ocasiones, siendo el segundo equipo con mayor cantidad de copas después de Patronato.

## Historia

### Torneos regionales
Gracias a los torneos de Liga Paranaense obtenidos por Atlético Paraná durante la década de 1970 y comienzo de la década de 1980, logró obtener varias participaciones en los Torneos Regionales que otorgaba plazas para los Campeonatos Nacionales de Primera División, con grandes actuaciones.
Su primera participación fue en el Torneo Regional 1972, donde fue eliminado en cuartos de final por el Unión de Santa Fe.
En el Torneo Regional 1974 obtuvo una doble oportunidad de ascenso, debido a que logró eliminar a Ferrocarril de Concordia y Colón de San Justo, pero perdió la final ante Chaco For Ever por un global de 2-4, y después avanzó nuevamente a la final por el Grupo de Perdedores donde fue derrotado por Deportivo Mandiyú por 4 a 3 en los penales.
En 1976 clasificó nuevamente a la final después de vencer a Atlético Uruguay, Ferrocarril de Concordia y Atlético Posadas, pero perdió ante Sportivo Patria de Formosa por penales.
Al año siguiente perdió la final ante Sarmiento de Chaco, después de vencer a Libertad de Concordia, Central Entrerriano (Gualeguaychú), Atlético Posadas y Deportivo Mandiyú.
En el Torneo Regional 1980 clasificó primero del grupo 7-B, pero perdió en la siguiente fase, donde clasificó Chaco For Ever. Al siguiente año nuevamente clasificó primero del grupo 7-B, pero perdió frente a Renato Cesarini de Rosario.

### Federal B
Atlético Paraná disputó la primera fase del Torneo Argentino B 2011-12 en la zona 5 con otros ocho equipos, según el sorteo de la Asociación del Fútbol Argentino (AFA). En esta fase terminó segundo con 45 puntos (11 victorias, 12 empates y 5 derrotas), solo por detrás de 9 de Julio de Morteros que salió primero con 50 puntos. 
Los cuatro clasificados para la segunda fase fueron 9 de Julio de Morteros, Atlético Paraná, Colegiales de Concordia y Sportivo Ben Hur de Rafaela, quienes conformaron el Grupo D. En cada zona se disputó el sistema todos contra todos, a dos partidos de ida y vuelta, iniciando la disputa de esta fase con puntaje cero. Atlético Paraná terminó esta fase nuevamente en el segundo lugar por detrás de 9 de Julio, sumando un total de 10 puntos (3 victorias, 1 empate y 2 derrotas).
Los equipos clasificados de la segunda fase se enfrentan en duelos de ida y vuelta a eliminación directa. Atlético Paraná se enfrentó a Juventud Unida de Gualeguaychú con quien perdió sus dos partidos por idéntico marcador (2-1).
Durante esta temporada, el plantel decano participó en la Copa Argentina. En la misma venció a Jorge Newbery (VT) por 4 a 3 desde los tiros desde el punto penal, tras haber igualado 1-1. Después enfrentó a Atlético San Jorge y venció en el estadio Mutio por 1-0 (con gol de Chitero). Luego el sorteo dictaminó que Paraná se enfrentara al "Lobo" de Concepción del Uruguay (Gimnasia de Concepción del Uruguay), en el Pedro Mutio. Finalmente, Atlético Paraná venció por dos a uno a Gimnasia con goles de Fernando Benítez (7') y Alexis Ekkert (79').
Posterior a este partido clasificó a los treinta y dos avos de final de la Copa Argentina y enfrentó al club Banfield en el Estadio Tres de Febrero (en José Ingenieros), partido que perdió 2-1.
En la temporada 2012-13, el Club Atlético Paraná participó por segunda vez consecutiva en el Torneo Argentino B. En la primera fase, clasificó cuarto en la zona 5, obteniendo 40 puntos. En la segunda fase quedó eliminado al finalizar tercero en el grupo F, luego de perder en la última fecha frente a Sportivo Las Parejas.
En su tercera participación en el torneo, Atlético Paraná termina como líder de su grupo en la primera fase con 35 puntos (11 victorias, 2 empates y 5 derrotas). De esta manera clasifica para la segunda fase junto a Belgrano de Paraná, Textil Mandiyú y Huracán de Goya. En esta segunda fase también finaliza primero con 23 puntos (7 victorias, 2 empates y 1 derrota), quedando segundo en la tabla general de clasificados (por detrás de Deportivo Madryn). En la tercera fase derrota a FC Tres Algarrobos por 3-0 en el partido de ida y 2-1 en el de vuelta. La cuarta fase enfrenta a Atlético con Racing de Córdoba, a quien vencen 2-0 en el partido de ida para luego empatar 1-1 en la vuelta. El día 8 de junio de 2014 obtuvo el ascenso al Torneo Federal A (tercera división), venciendo por penales a Unión de Villa Krause de San Juan por 7 - 6 en los tiros desde el punto penal. El global de esa serie había terminado 1 a 1.

### Federal A
En su primera temporada en el Torneo Federal A, finalizó tercero de la zona 4 sumando 19 puntos, con lo que se clasificó al repechaje.
El trayecto hacia el ascenso, se puede dividir en tres actos. En la Fase Clasificatoria logró tres triunfos, tres empates y sufrió solo una caída, por lo que finalizó tercero de la Zona 4 sumando 19 puntos, con lo que se clasificó al repechaje.
| Pos | Equipo                                      | Pts | PJ | PG | PE | PP | GF | GC | Dif |
| --- | ------------------------------------------- | --- | -- | -- | -- | -- | -- | -- | --- |
| 1.º | Juventud Unida (Gualeguaychú)               | 24  | 14 | 7  | 3  | 4  | 17 | 15 | 2   |
| 2.º | Sportivo Patria                             | 23  | 14 | 5  | 8  | 1  | 21 | 13 | 8   |
| 3.º | Atlético Paraná                             | 19  | 14 | 4  | 7  | 3  | 12 | 12 | 0   |
| 4.º | Chaco For Ever                              | 18  | 14 | 4  | 6  | 4  | 17 | 20 | -3  |
| 5.º | Textil Mandiyú                              | 17  | 14 | 4  | 5  | 5  | 14 | 12 | 2   |
| 6.º | Sol de América                              | 15  | 14 | 4  | 3  | 7  | 15 | 20 | -5  |
| 7.º | Gimnasia y Esgrima (Concepción del Uruguay) | 15  | 14 | 3  | 6  | 5  | 20 | 19 | 1   |
| 8.º | Sarmiento (Resistencia)                     | 15  | 14 | 3  | 6  | 5  | 17 | 22 | -5  |

En los cruces de Playoff se vio al mejor Atlético Paraná de la temporada, jugando muy bien de local frente a Libertad de Sunchales, y defendiendo el resultado de visitante.
| Libertad (S) | 3 - 4 | Atlético Paraná |

Frente a Unión Aconquija el Gato levantó un 0-2 con gran actitud, personalidad y carácter, teniendo buen juego colectivo y siendo contundente para llevarse el triunfo con un resultado global de 5 a 3.  
| Unión Aconquija | 3 - 5 | Atlético Paraná |

En la Final tuvo como oponente al Sportivo Patria de Formosa. El partido de ida finalizó con un 2 a 0 favorable al equipo de Paraná. En el estadio municipal “Antonio Romero” de la capital formoseña, Paraná sentenció la historia con un contundente 3 a 1. La serie cerró con un 5 a 1 global. 
| Sportivo Patria | 1 - 5 | Atlético Paraná |

### B Nacional (2015-2017)
El Club Atlético Paraná llegó a la Primera B Nacional un día domingo 7 de diciembre del año 2014.
En su primera temporada realizó una gran primera rueda. Logra redondear una buena campaña en general, terminando en el séptimo puesto con 58 puntos (16 victorias, 10 empates y 16 derrotas), a solo 4 puntos del quinto puesto que les hubiera permitido ingresar al torneo reducido de ascenso a Primera División.
Atlético Paraná no la pasó bien en su segundo torneo en la B Nacional, obtuvo tan sólo tres victorias en 20 fechas, y una de ellas de local. Edgardo Cervilla, el emblemático técnico con el cual el Club logró dos de sus ascensos más importantes, decidió desvincularse de la institución. Sebastián “Tati” Furios, histórico preparador físico de la primera, tomó la posta. El club aseguró su permanencia en la segunda categoría del fútbol nacional tras vencer por 2 a 1 a Juventud Unida de San Luis, en el marco de la fecha 20 del Torneo. Cortó así una extensa racha negativa.

### Dos descensos en tres años (2017-2019).
En la temporada 2016/2017 de la Primera B Nacional, el gato se ubicó en la anteúltima posición del torneo con un total de 39 puntos, quedando condenado en la tabla de descensos, donde se posicionó último. Esto condenó al equipo de la capital entrerriana al descenso al Federal A.
En el Torneo Federal A 2018-19, el gato de ubicó en la Zona 2, finalizando anteúltimo en la tabla clasificatoria a la segunda fase, pero quedó clasificado a la Primera etapa de la reválida. En la Zona B de la Reválida, el club de Paraná volvió a ubicarse en el anteúltimo puesto por lo que se le cerraban las puertas de un posible ascenso. En la sumatoria de puntos entre Primera Etapa y Reválida, el equipo de la capital quedó último y condenado al descenso (Torneo Regional Federal Amateur).

### Regreso al Federal A (2022).
En el Torneo Regional Federal Amateur 2021-22, el grupo se ubicó en la Zona 1 de la Región Litoral Sur, quedando en 2° lugar por detrás de Belgrano, también de Paraná, por lo que clasificó a la 2ª ronda. Allí, venció a Atlético Caballú en 8.os, a Belgrano (P) en 4.os, a Libertad (C) en Semis, y a Atlético San Jorge en la Final, logrando el pase a la Etapa final, donde se enfrentaron los ganadores de cada Región. allí venció a Juventud Alianza por 3 a 0 (Stupiski 37' 39' y Schvindt 79') y logró el ascenso al Federal A.

## Indumentaria
| Período       | Proveedor     |
| ------------- | ------------- |
| 1980–1990     | Texport       |
| 1990–1994     | Uhlsport      |
| 1994–1996     | Team Foot     |
| 1996–1998     | Olan          |
| 1998–2004     | Way Sport     |
| 2004–2007     | Team Gear     |
| 2007–2010     | Axfiu         |
| 2010–2013     | Eneas         |
| 2013–2015     | Squadra Sport |
| 2016–Presente | Sport 2000    |

| Período       | Proveedor                                                                         |
| ------------- | --------------------------------------------------------------------------------- |
| 1982–1994     | El Diario de Paraná                                                               |
| 1994–1996     | Afianzar AFJP                                                                     |
| 1996–2000     | Esco                                                                              |
| 2000–2004     | Diario Uno de Entre Ríos                                                          |
| 2004–2008     | Diario Uno de Entre Ríos/San José                                                 |
| 2008–2010     | Bazar El Entrerriano/Banco de Entre Ríos/San José                                 |
| 2010–2013     | San José/Casino Victoria                                                          |
| 2013–2014     | Casino Victoria/Esco/San José/Banco de Entre Ríos Honda Paraná                    |
| 2015          | Previsora del Paraná/Esco/San José/Banco de Entre Ríos Honda Paraná               |
| 2016–Presente | Iter Medicina/Esco/San José/Banco de Entre Ríos/Supermercado Fontana Honda Paraná |

## Estadio
El estadio oficial del Club Atlético Paraná es Pedro Mutio, con capacidad para 7000 personas. Mutio es un personaje emblemático de la institución, un histórico «referente del club».
Se encuentra localizado en la calle José Ruperto Pérez n.º 273 (3100) Paraná, Entre Ríos.

### Polideportivo
A mediado de 2009, el club inició un proyecto deportivo que busca ampliar y fortalecer las competiciones internacionales. Se construirá un Polideportivo que acogerá distintas disciplinas dentro del club.

## Datos históricos

### Goleadas a favor
- En el Torneo Argentino B: 6-0 a Colegiales de Concordia en 2011–12.[19]
- En el Torneo Argentino B: 4-0 a Sarmiento (La Banda) en 2010–11.[20]
- En el Torneo Argentino B: 7-1 a Colegiales de Concordia en 2011–12.[21]
- En el Torneo Argentino B: 4-0 a Tiro Federal (Morteros) en 2011–12.[22]
- En el Torneo Federal A: 5-2 a Union Aconquija en 2014.
- En el Torneo Federal A: 5-1 a Club Atlético Douglas Haig en 2018.

### Goleadas en contra
- En la Primera B Nacional: 0-3 vs Brown de Adrogué en 2017.
- En la Primera B Nacional: 6-0 vs Central Córdoba de Santiago del Estero en 2016.
- En el Torneo Argentino B: 4-0 vs Tiro Federal (Morteros) en 2012

## Clásico
Su clásico rival histórico es el Club Atlético Belgrano, ya que son los clubes más antiguos de la ciudad de Paraná, pero desde hace varias décadas además tiene una gran rivalidad con el Club Atlético Patronato de la Juventud Católica, disputa llamada clásico paranaense, el cual es considerado un clásico moderno.
Atlético Paraná y Patronato han disputado numerosos partidos por la Liga Paranaense de Fútbol y solo algunos en el marco de un torneo a nivel nacional, ya que a lo largo de la historia se han encontrado compitiendo en distintas categorías. Siendo en la temporada 2002/03 del Torneo Argentino B la primera vez que se enfrenta a nivel nacional, así también se midieron en la temporada 2003/04 y 2005/06 de mencionado torneo. Durante la temporada 2015 se enfrentan en la B Nacional por primera vez, siendo Patronato el ganador de ambos partidos (2-0 y 2-1).

## Palmarés

### Torneos regionales
- (21) Primera A Liga Paranaense de Fútbol: 1951, 1956, 1961, 1962, 1963, 1971, 1973, 1975, 1976, 1978, 1979, 1980, 1983, 1993, 1999, 2000, 2002, 2003, 2004, 2005, 2008 y 2020.[5]
- (1) Ascenso de la Liga Paranaense: 1949[5]
- (1) Copa del Centenario: 1910
- (1) Copa Ernesto Montiel: 1918
- (1) Copa Gath y Cháves: 1924
- (1) Copa Federación Paranaense: 1931
- (1) Copa LT 14: 1945
- (1) Copa Pancho Uranga: 1945
- (1) Copa Olavarría: 1947

### Torneos nacionales
- Torneo Argentino B: 1 Campeón 2013/14 (ascenso al Federal A)[26]

#### Otros logros
- Torneo del Interior: 1 Promoción 2010 (ascenso al Argentino B al vencer a Defensores de Salto en la Promoción)[27]
- Torneo Federal A: 1 Ganador del repechaje 1 2014 (ascenso al Torneo Nacional)[28]
- Finalista Torneo Regional: 1974, 1976, 1977

#### Copas Amistosas
- Copa Lotería de Santa Fe: 1 2015

## Jugadores

### Plantel 2022
- Actualizado al 25 de agosto de 2022

- Los equipos argentinos están limitados a tener un cupo máximo de seis jugadores extranjeros, aunque solo cinco podrán firmar la planilla del partido

#### Altas
| Invierno              |               |                           |
| Lucas Márquez         | Defensor      | Sportivo Belgrano         |
| Román Comas           | Mediocampista | Patronato de Paraná       |
| Matías Fantín         | Mediocampista | Berazategui               |
| Verano                |               |                           |
| Joaquín Aylagas       | Arquero       | 9 de Julio de Rafaela     |
| Iñaki Ludueña         | Arquero       | Estudiantes de La Plata   |
| Santiago Gioria       | Defensor      | Unión de Santa Fe         |
| Joaquín Hagelstrom    | Defensor      | Fénix                     |
| Juan Ignacio Quintana | Defensor      | Santamarina de Tandil     |
| Lucio Almada          | Mediocampista | Atlético San Jorge        |
| Emiliano Bogado       | Mediocampista | Alvarado de Mar del Plata |
| Emiliano Griffa       | Mediocampista | Patronato de Paraná       |
| Matías Sánchez        | Mediocampista | Chacarita Juniors         |
| Leonardo Acosta       | Delantero     | Brown de Adrogué          |
| Daian Alberto García  | Delantero     | Rivadavia de Lincoln      |
| Ignacio Valsangiácomo | Delantero     | Boca Unidos de Corrientes |

#### Bajas
| Invierno        |               |                               |
| Matías Sánchez  | Mediocampista | Mitre de Santiago del Estero  |
| Nehuén Almada   | Delantero     | Everton Olimpia               |
| Verano          |               |                               |
| Pablo Lencina   | Arquero       | Sportivo Las Parejas          |
| Enzo Albornoz   | Defensor      | Agente libre                  |
| Emilio Lazza    | Defensor      | Olimpo de Bahía Blanca        |
| Leonel López    | Defensor      | Gimnasia y Esgrima (CdU)      |
| Jonathan Paiz   | Defensor      | Unión de Sunchales            |
| Agustín García  | Delantero     | Gimnasia y Esgrima (CdU)      |
| Nicolás Retamar | Delantero     | Güemes de Santiago del Estero |

## Directores técnicos
- 2005:  Carlos del Castillo
- 2010:  Daniel Veronesse
- 2011:  Edgardo Cervilla
- 2016–17:  Darío Ortiz
- 2017:  Ricardo Pancaldo
- 2017:  Edgardo Cervilla

## Comisión directiva
La Comisión directiva de Atlético Paraná está compuesta por:
- Presidente: César Fontana
- Vicepresidente: Omar Duerto
- Secretario General: Héctor Bergara
- Prosecretaria: Cristina Bescos
- Tesorero: Lautaro Rodríguez
- Protesorero: Daniel Tovorosky
- Vocales:Gustavo Alfredo Osuna, Daniel Viola, Carlos Almará
- Vocales Suplentes:Marcelo Daniel Báez, Ricardo Oscar Rizzo, Domingo Villa
- Comisión Revisora de Cuentas:Andrés Fontana, Sergio David Cáceres, Gregorio Daniel Tovorowsky